# Protesty w Iraku (2019–2020)
Protesty w Iraku – seria antyrządowych protestów w szyickiej, południowej części Iraku oraz w Bagdadzie trwających od października 2019 roku, których początkową przyczyną był sprzeciw wobec bezrobocia i korupcji, a z czasem także ingerencja Iranu w politykę Iraku.

## Geneza
Od czasu obalenia w 2003 roku dyktatury Saddama Husajna przez wojska amerykańskie, wpływy w kraju uzyskali szyiccy politycy o silnych powiązaniach z Iranem. Dla części z nich dobre stosunki z tym krajem i realizowanie interesów irańskiej polityki zagranicznej bywało w opinii części społeczeństwa ważniejsze niż potrzeby Irakijczyków. Obiektem krytyki był także oparty na wyznaniach system podziału władzy. Pomimo czerpania przez Irak dochodów z handlu ropą, znaczna część społeczeństwa żyje w biedzie, borykając się z brakami czystej wody, elektryczności, niedostatkami systemu opieki zdrowotnej i edukacji.

## Przebieg zamieszek
Protesty wybuchły 1 października 2019 roku w Bagdadzie, rozprzestrzeniając się na miasta na południu kraju, zamieszkane głównie przez szyitów. Początkowo demonstranci domagali się walki z bezrobociem (sięgającym 25% wśród młodych ludzi) i korupcją. Protesty od początku były brutalnie tłumione, z użyciem ostrej amunicji, w efekcie czego między 1 i 8 października zginęło 157 demonstrantów. Już w tym okresie demonstranci podpalili 59 budynków publicznych.
Po około miesiącu, do dotychczasowych haseł, protestujący dołączyli także sprzeciw wobec ingerencji Iranu w iracką politykę wewnętrzną. Z czasem protesty eskalowały, zaczęły się zamieszki i starcia z policją i wojskiem, w efekcie służby bezpieczeństwa regularnie pacyfikowały tłum, strzelając ostrą amunicją, rozpędzając demonstrantów gazem łzawiącym i bombami dymnymi. Oprócz tego dochodziło także do strajków, blokad dróg, portów i instalacji naftowych oraz akcji nieposłuszeństwa obywatelskiego. Największy sprzeciw demonstrujących budziły ataki na pokojowych protestujących. Protestujący krytykują wszystkie działające w Iraku partie polityczne, którym zarzucają klientelizm, skupianie się wyłącznie na promowaniu interesów określonej grupy etnicznej, religijnej lub plemiennej, związki ze zbrojnymi bojówkami. Nieco inaczej traktowana jest jedynie Iracka Partia Komunistyczna, która zawsze działała niezależnie od podziałów etnicznych i której deputowani demonstracyjnie wycofali się z prac parlamentu w proteście przeciwko pacyfikacji protestów.
Bilans ofiar śmiertelnych, sięgający 270 osób, przestał być zaś przez władze aktualizowany na przełomie października i listopada. Według szacunków biura ONZ w Iraku do końca listopada w zajściach zginęło ponad 320 osób, a kilkanaście tysięcy zostało rannych, zaś według źródeł medycznych i policyjnych liczbę ofiar szacowano na co najmniej 408.
Nocą z 27 na 28 listopada demonstranci wdarli się do irańskiego konsulatu w An-Nadżafie, zdarli flagę tego kraju i zawiesili iracką, po czym podpalili budynek. Iran potępił atak i nasilił presję na Irak, by ten doprowadził do stabilizacji sytuacji. Zniszczenie konsulatu w Nadżafie było też prestiżowym ciosem dla rządu irańskiego, gdyż miasto to jest ważnym ośrodkiem religijnym szyitów i w związku z tym jest miejscem dużych inwestycji irańskich. Sprzeciw wobec ingerencji Iranu w sprawy Iraku stał się jednym z najistotniejszych aspektów protestów. 
1 grudnia 2019 roku Rada Reprezentantów Iraku przyjęła dymisję premiera Adila Abd al-Mahdiego, który zrezygnował pod presją ajatollaha Alego as-Sistaniego, gdy składane od ok. miesiąca zapowiedzi wprowadzenia reform ustrojowych nie uspokoiły sytuacji. Pomimo ustąpienia rządu, demonstracje nie zakończyły się, a ich antyirański charakter nie uległ zanikowi. Mimo to jako jeden z kandydatów na nowego premiera wymieniany był przywódca współtworzonych przez Iran paramilitarnych Sił Mobilizacji Ludowej, Hadi al-Amiri, który jest liderem drugiego co do liczby mandatów bloku w irackim parlamencie.